# セルジ・モレノ・マリン
セルジ・モレノ・マリン（Sergi Moreno Marín、1987年11月25日 - ）は、アンドラのアスカルダズ＝アングルダーニ出身のサッカー選手。アンドラ代表である。ポジションはFW。

## 経歴
ヘタフェCFではトップチームに昇格できずにいたため、2006年に、代表の同僚であるマルシオ・ビエラやホセ・アントニオ・ゴメスとともにSDイビサに移籍した。
2004年にアンドラ代表にデビューした。

## 所属クラブ
- 2004-2005  UEリェイダ
- 2005-2006  ヘタフェCF B
- 2006-2007  SDエイビッサ
- 2007-2010  CFヒムナスティコ・デ・アルカサル
- 2010-2011  エリン・デポルティーボ
- 2011-2012  USDフォルテ・デイ・マルミ
- 2012  FKヴラズニア
- 2012-2013  エリン・デポルティーボ
- 2013-2014  UDアルマンサ
- 2014-2015  グジラ・ユナイテッドFC
- 2015  FCフミーリャ
- 2015-2016  イェクラーノ・デポルティーボ
- 2016  オンティニエンテCF
- 2017  FCアンドラ
- 2017-  インテル・ダスカルダス